# Daphne wolongensis
Daphne wolongensis är en tibastväxtart som beskrevs av C.D.Brickell och B.Mathew. Daphne wolongensis ingår i släktet tibaster, och familjen tibastväxter. Inga underarter finns listade i Catalogue of Life.